# Si on me touche, je n'existe plus

Si on me touche, je n'existe plus (titre original : Nobody Nowhere: The Extraordinary Autobiography of an Autistic Girl) est un succès d'édition, le premier livre de l'Australienne Donna Williams. Il a d'abord été publié en Grande-Bretagne en 1992, et a figuré sur la New York Times Best Seller list pendant 15 semaines, au premier semestre de 1993.
Nobody Nowhere est le récit autobiographique de Donna Williams, aussi loin qu'elle se souvienne, c'est-à-dire à partir de l'âge de trois ans. Dans l'intervalle, elle se pensait sourde, psychotique, perturbée ou retardée, mais c'est seulement à l'âge adulte qu'elle a découvert que ses difficultés de communiquer avec son environnement étaient dues à l'autisme. Elle finit par laisser son manuscrit à un pédopsychiatre britannique, Sebastian Kraemer, lequel l'a adressé à la spécialiste de l'autisme Frances Tustin qui en a assuré la publication.
Donna Williams est l'auteur du scénario sur le même sujet dont les droits sont détenus par le producteur d'Hollywood Beverly Nero. Elle a également produit un album de musique ayant le même titre en 2000.
Donna Williams a publié des suites à ce premier récit :
- Somebody Somewhere (1994) ;
- Like Colour To The Blind (1998) ;
- Everyday Heaven (2004).

## Éditions
- Donna Williams (trad. de l'anglais par de l'anglais par Fabienne Gérard, préf. de Lawrence Bartak), Si on me touche, je n'existe plus : le témoignage exceptionnel d'une jeune autiste [« Nobody nowhere »], Paris, R. Laffont, coll. « Vécu », janvier 1992, 288-[8], 24 cm (ISBN 2-221-07331-2 et 978-2-221-07331-5, OCLC 29494641, BNF 35502297)
- Donna Williams (trad. de l'anglais par de l'anglais par Fabienne Gérard, préf. de Lawrence Bartak), Si on me touche, je n'existe plus : le témoignage exceptionnel d'une jeune autiste [« Nobody nowhere »], Paris, France Loisirs, 1992, 288-[8], 25 cm (ISBN 2-7242-6995-0 et 978-2-7242-6995-6, OCLC 463625869, BNF 35555687)
- Donna Williams (trad. de l'anglais par Fabienne Gérard), Si on me touche, je n'existe plus : le témoignage exceptionnel d'une jeune autiste [« Nobody nowhere »], Paris, Club français du livre, coll. « Le Grand livre du mois », 1992, 288-[4], 25 cm (BNF 35512797)
- Donna Williams (trad. de l'anglais par de l'anglais par Fabienne Gérard), Si on me touche, je n'existe plus : le témoignage exceptionnel d'une jeune autiste [« Nobody nowhere »], Paris, J'ai lu (no 3445), 1993, 310 p., 17 cm (ISBN 2-277-23445-1 et 978-2-277-23445-6, OCLC 463706010, BNF 35572467)

## Source
- (en) Cet article est partiellement ou en totalité issu de l’article de Wikipédia en anglais intitulé « Nobody Nowhere » (voir la liste des auteurs).